# Volo Condor 3782
Il volo Condor Flugdienst 3782 era un volo charter internazionale dall'aeroporto di Stoccarda, Germania Ovest, all'aeroporto Adnan Menderes, in Turchia. Il 2 gennaio 1988, un Boeing 737-200 operante su tale rotta precipitò nel distretto di Seferihisar, in Turchia, a causa di errori di navigazione. Tutti i 16 a bordo persero la vita nell'impatto. All'epoca, Condor Flugdienst era una controllata al 100% di Lufthansa.

## L'aereo
Il velivolo coinvolto era un Boeing 737-200, codice di registrazione D-ABHD, numero di serie 22635, numero di linea 774. Volò per la prima volta il 15 giugno 1981 e venne consegnato a Condor Flugdienst, compagnia sussidiaria di Lufthansa, pochi giorni dopo, il 25 giugno. Era spinto da 2 motori turboventola Pratt & Whitney JT8D-17A. Al momento dell'incidente, l'aereo non aveva ancora 7 anni di operatività.

## L'incidente
Il volo proseguì normalmente fino alla parte finale, quando l'aeromobile, con il copilota ai comandi, venne autorizzato ad effettuare un avvicinamento strumentale all'NDB e poi alla pista 35. Tuttavia, l'ILS del Boeing venne attivato solo dopo il superamento dell'NDB, facendo così mancare all'equipaggio la virata finale. I piloti, confusi, seguirono un segnale sbagliato e colpirono la collina di Dümentepe, a 10,5 miglia nautiche dall'aeroporto, provocando la morte di tutte le 16 persone a bordo.

## Le indagini
Il comandante Wolfgang Hechler, 48 anni, era un ex pilota di Starfighter. Analizzando il registratore vocale della cabina di pilotaggio, gli investigatori scoprirono che continuava a parlare con il primo ufficiale, anche nella fase di avvicinamento, e continuava a criticarlo, a sgridarlo e a insultarlo, in parte senza riferimento a compiti o argomenti di lavoro.
L'indagine si concluse appurando che l'incidente era avvenuto a causa dell'uso errato degli aiuti alla navigazione. La causa venne attribuita principalmente alla mancanza di aderenza alle procedure aziendali, in particolare per quanto riguarda il coordinamento dell'equipaggio durante l'avvicinamento e le procedure di volo strumentale di base.